# Don Kulick
Don Kulick (ur. 5 września 1960) – profesor antropologii na Uniwersytecie w Uppsali (Szwecja). Zajmuje się badaniami z zakresu antropologii kulturowej i językowej. Prowadził szeroko zakrojone badania w Papui-Nowej Gwinei, Brazylii i Skandynawii.
Wniósł wkład w wiedzę nt. papuaskiego ludu Taiap i jego języka we wsi Gapun w prowincji Sepik Wschodni w Papui-Nowej Gwinei. Jest współautorem książki A Grammar and Dictionary of Tayap: the life and death of a Papuan language.
Otrzymał liczne granty i tytuły honorowe, m.in. Stypendium NEH oraz Stypendium Guggenheima.
W 1983 r. uzyskał bakalaureat z zakresu antropologii i językoznawstwa na Uniwersytecie w Lund. W 1990 r. uzyskał doktorat z językoznawstwa na Uniwersytecie Sztokholmskim.

## Publikacje (wybór)
- Language shift and cultural reproduction: socialization, self, and syncretism in a Papua New Guinean village (1992) ISBN 0-521-41484-9
- The gender of Brazilian transgendered prostitutes (1997)[6]
- Travesti: sex, gender, and culture among Brazilian transgendered prostitutes (1998) ISBN 0-226-46100-9
- Gay and lesbian language (2000)[7]
- Queersverige (2005) ISBN 91-27-11019-2
- A Grammar and Dictionary of Tayap: the life and death of a Papuan language (współautorstwo, 2019) ISBN 978-1-5015-1220-9
- A Death in the Rainforest: How a Language and a Way of Life Came to an End in Papua New Guinea (2019) ISBN 978-1-61620-947-6